# Inga (ethnie)
Pour les articles homonymes, voir Inga.
Les Inga sont une ethnie, ils vivent dans le haut Putumayo colombien (sud-ouest du pays).
La médecine traditionnelle à base de plantes fait partie de leur culture.
Des représentants de ce peuple sont venus en France en avril 2011 (à Albertville en Savoie), dans le cadre du festival du voyage Le Grand Bivouac.

## Langue
Les Ingas parlent plusieurs dialectes du quechua.